# Hrybaczy (mijanka)
Hrybaczy (biał. Грыбачы, ros. Грибачи) – mijanka i przystanek kolejowy w miejscowości Hrybaczy, w rejonie horodeckim, w obwodzie witebskim, na Białorusi. Położona jest na linii Newel - Jeziaryszcza - Witebsk.